# 펠레슈성

펠레슈 성

펠레슈성(루마니아어: Castelul Peleș)는 루마니아의 프라호바 주 시나이아에 위치한 성으로 카르파티아 산맥에 위치해 있다. 네오르네상스 스타일의 성으로 트란실비니아와 왈라키아를 연결하는 중요한 지점에 위치한다. 1873년에 건설이 시작되어 1914년에 완공됐다.